# 拟钻瓢蜡蝉属
拟钻瓢蜡蝉属（学名：Pseudocoruncanius）是瓢蜡蝉科下的一个属。

## 下属物种
本属包括以下物种：
- 黄纹拟钻瓢蜡蝉 Pseudocoruncanius flavostriatus Meng, Qin et Wang